# Radioactivitat artificial

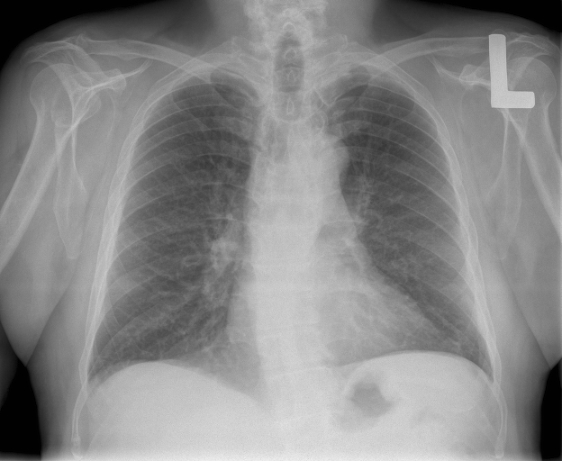
Les radiografies són un exemple típic de font de radioactivitat artificial

La radioactivitat artificial és tota radioactivitat o radiació ionitzant d'origen antropogènic, és a dir, causada per l'activitat dels humans. És exactament igual a la radiació natural procedent de les quatre cadenes radioactives naturals, així com els seus efectes, l'única diferència entre radiació natural i artificial és la seva procedència i els seus efectes biològics són idèntics. En ambdós casos les radiacions directament ionitzants són radioactivitat alfa formada per nuclis d'Heli-4 (dos protons i dos neutrons units) i radioactivitat beta formada per electrons, mentre que les indirectament ionitzants són radiacions electromagnètiques, com per exemple els raigs gamma, que són fotons.
Les fonts de radiació artificial, és a dir, les fonts de radiació originades per activitats humanes, poden incloure qualsevol mena de dispositiu o sistema que generi radiació dels mateixos elements radioactius que es troben naturalment a la Terra i també les formades per radionúclids artificials, provocats pels humans. En aquest segon grup hi ha, per exemple, procediments de diagnòstics i tractaments mèdics, com les radiografies —raigs X—, la radioteràpia, la medicina nuclear i la detecció i seguiment de cèl·lules o teixits malalts, alguns procediments industrials, especialment de control de qualitat dels productes, i del sector públic o urbans com la detecció de fuites en canonades subterrànies, per exemple el nivell d'emplenat de les llaunes de refrescos, per a l'obtenció d'energia elèctrica en centrals nuclears, concretament als reactors nuclears, els acceleradors de partícules i l'armament nuclear.
En utilitzar o manipular les fonts de radiació artificial, com en fer-ho amb les naturals, en general és comú que es produeixin residus radioactius. Aquest tipus de residus cal tractar-los de manera separada i diferenciada dels residus ordinaris, fins al punt que el fet que una petita porció d'un d'ells passi a unes escombraries normals, per exemple, es considera un accident i pot implicar també un delicte. Alguns d'aquests residus es poden revaloritzar si se'ls pot assignar un altre ús, els altres es divideixen entre residus d'alta activitat, els de mitjana i baixa activitat i els de molt baixa activitat.